# بلاغة العلم
بلاغة العلم (بالإنجليزية: Rhetoric of science) هي مجموعة من الأدبيات العلمية التي تستكشف فكرة أن ممارسة العلم هي نشاط بلاغي. ظهرت بعد عدد من التخصصات ذات التوجه المتشابه خلال أواخر القرن العشرين، بما في ذلك تخصصات علم اجتماع المعرفة العلمية، وتاريخ العلوم، وفلسفة العلوم، ولكنها تمارس بشكل كامل من قبل الخطباء في أقسام اللغة الإنجليزية، والتحدث، والتواصل.

## ملخص
تُعرف البلاغة بأنها نظام يدرس وسائل وغايات الإقناع (أي الأساليب والأهداف). في الوقت نفسه، يُنظر إلى العلم عادةً على أنه اكتشاف وتسجيل المعرفة حول العالم الطبيعي. يتمثل أحد الخلافات الرئيسية في بلاغة العلم في أن ممارسة العلم نفسه، بدرجات متفاوتة، مقنعة. تدرس دراسة العلم من وجهة نظر البلاغة بشكل مختلف طرق البحث، والمنطق، والجدل، وروح الممارسين العلميين، وهياكل المنشورات العلمية، وطبيعة الخطاب والمناقشات العلمية.
على سبيل المثال، يجب على العلماء إقناع مجتمعهم من العلماء بأن أبحاثهم تستند إلى منهج علمي سليم. من وجهة نظر بلاغية، تتضمن الطريقة العلمية مواضيع حل المشكلات (مواد الخطاب) التي تُظهر الكفاءة الملاحظة والتجريبية (ترتيب أو ترتيب الخطاب أو الأسلوب)، وكوسيلة للإقناع، تقدم القدرة التفسيرية والتنبؤية.: 185–193 الكفاءة التجريبية في حد ذاتها صفة مقنعة:186 إن بلاغة العلم هي ممارسة الإقناع التي هي ثمرة لبعض شرائع البلاغة.